# Zhushan
Zhushan (en chino, 竹山; pinyin, Zhúshān) es un distrito urbano bajo la administración directa de la Prefectura Shiyan  en la Provincia de Hubei, República Popular China.  Su área es de 3579 km² y su población total para 2010 superó los 410 mil habitantes. 

## Administración
Desde junio  de 2023, el  Distrito Zhushan  se divide en 17 pueblos que se administran en 9 poblados y 8  villas.

## Toponmia
El topónimo Zhushan significa "montaña Zhu «bambú»". Llamada así por la montaña Huangzhu (黄竹山 'bambú amarillo') situada en su territorio. La montaña recibe ese nombre porque las hojas de bambú de la montaña son amarillas.